# Piper mischocarpum
Piper mischocarpum är en pepparväxtart som beskrevs av Y.C. Tseng. Piper mischocarpum ingår i släktet Piper och familjen pepparväxter. Inga underarter finns listade i Catalogue of Life.